# Levi Hanssen
Levi Hanssen (ur. 24 lutego 1988 w Wellington na Nowej Zelandii) – farerski piłkarz występujący na pozycji ofensywnego pomocnika w klubie HB Tórshavn ze stolicy Wysp Owczych.

## Kariera klubowa

### B36 Tórshavn
Levi Hanssen zadebiutował w dorosłym składzie klubu B36 Tórshavn w wygranym 2-1 meczu Pucharu Wysp Owczych 2004 przeciwko NSÍ Runavík, 20 marca 2004. Miał wtedy szesnaście lat. W sezonie 2004 Hanssen zagrał w kolejnych pięciu meczach – czterech pucharowych i dwóch ligowych. Swoją pierwszą bramkę zdobył w wygranym 9-0 pucharowym meczu przeciwko FS Vágar, 27 marca 2004, a jego pierwszy gol w lidze padł 2 października 2004 w wygranym 6-2 meczu przeciwko B68 Toftir. Hanssen wystąpił też jednokrotnie w drugim składzie B36 Tórshavn, grającym wtedy w 2.deild. W spotkaniu 5 czerwca 2004 przeciwko AB Argir zdobył bramkę, dającą w rezultacie remis 1-1. Pierwszy skład B36 Tórshavn zajął drugie miejsce w tabeli farerskiej ligi.
W sezonie 2005 rozegrał w barwach pierwszego składu B36 Tórshavn dwadzieścia jeden spotkań, wywalczywszy z klubem pierwsze miejsce w tabeli. Wśród meczów, w których wystąpił nie było meczów pucharowych. Pojawiły się natomiast trzy spotkania w ramach Pucharu UEFA 2005/2006 – zwycięstwo i remis przeciw islandzkiemu Vestmannaeyja oraz porażka przeciw duńskiemu FC Midtjylland. W całym sezonie nie zdobył bramki dla pierwszego składu B36 Tórshavn. Strzelił natomiast dwie dla składu drugiego w czterech meczach, w których wstąpił.

### Skála ÍF
W kolejnym sezonie Hanssen po raz pierwszy w dorosłej karierze przeniósł się do innego klubu. Był nim Skála ÍF, który w roku 2005 zdobył drugie miejsce w ligowej tabeli. Podczas pierwszego sezonu w klubie zagrał w trzydziestu dwóch spotkaniach, w tym w dwóch przegranych meczach Pucharu UEFA 2006/2007 przeciwko norweskiemu IK Start. Strzelił trzy gole, z których pierwszego 25 maja 2006 w meczu pucharowym przeciwko NSÍ Runavík, który zakończył się rezultatem 1-0. Jego zespół z drugiego miejsca w tabeli spadł na miejsce siódme.
Podczas kolejnego sezonu Levi Hanssen również był zawodnikiem Skála ÍF. Rozegrał trzydzieści meczów i strzelił dwie bramki. Z zespołem wypracował szóste miejsce w tabeli i awans do półfinału Pucharu Wysp Owczych 2007, gdzie ulegli w dwumeczu przeciwko EB/Streymur 0-3 (0-1, 0-2). Swój ostatni mecz dla Skála ÍF Hanssen rozegrał 27 października 2007 w wygranym 2-0 meczu przeciwko AB Argir, w którym zdobył gola.

### EB/Streymur
W roku 2008 Hanssen przeniósł się do EB/Streymur. Podczas pierwszego sezonu zdobył z klubem, pierwszy raz w jego historii, mistrzostwo archipelagu. Zagrał w trzydziestu trzech spotkaniach. Pomimo tego, że EB/Streymur brał udział w rozgrywkach Pucharu UEFA 2007/2008 Levi nie wystąpił w składzie. Po raz drugi w historii EB/Streymur zdobył Puchar Wysp Owczych. Swojego pierwszego gola dla nowego klub Hanssen strzelił 30 marca 2008 w wygranym 4-0 meczu przeciwko KÍ Klaksvík, był to jednocześnie jego jedyny gol w tamtym sezonie.
W Formuladeildin (2009) klub Hanssena zajął drugą lokatę w tabeli grupowej. Przegrał także finał Pucharu Wysp Owczych 2009, ulegając Víkingurowi Gøta 2-3. Zagrał także w jednym dwumeczu fazy kwalifikacyjnej Pucharu UEFA 2008/2009 przegrywając z Manchesterem City 0-4 (0-2, 0-2). Hanssen zagrał w jednym ze spotkań dwumeczu. W trzydziestu czterech zagranych w owym sezonie meczach, Hanssen zdołał strzelić sześć bramek, co dotychczas jest jego rekordem, jeżeli chodzi o gole zdobyte w jednym sezonie.

### HB Tórshavn
Od sezonu 2010 Hanssen jest graczem stołecznego HB Tórshavn, dla którego w przeciągu czternastu spotkań zdobył jak dotąd jedną bramkę 13 czerwca 2010 w wygranym 2-0 meczu przeciwko Víkingurowi Gøta.

### Statystyki
| Klub         | Sezon        | Liga           | Liga  | Liga   | Liga         | Liga            | Puchary krajowe | Puchary krajowe | Puchary krajowe | Puchary krajowe | Puchary europejskie | Puchary europejskie | Puchary europejskie | Puchary europejskie | Suma  | Suma   | Suma         | Suma            |
| Klub         | Sezon        | Liga           | Mecze | Bramki | Kartki       | Kartki          | Mecze           | Bramki          | Kartki          | Kartki          | Mecze               | Bramki              | Kartki              | Kartki              | Mecze | Bramki | Kartki       | Kartki          |
| Klub         | Sezon        | Liga           | Mecze | Bramki | Żółte kartki | Czerwone kartki | Mecze           | Bramki          | Żółte kartki    | Czerwone kartki | Mecze               | Bramki              | Żółte kartki        | Czerwone kartki     | Mecze | Bramki | Żółte kartki | Czerwone kartki |
| ------------ | ------------ | -------------- | ----- | ------ | ------------ | --------------- | --------------- | --------------- | --------------- | --------------- | ------------------- | ------------------- | ------------------- | ------------------- | ----- | ------ | ------------ | --------------- |
| B36 Tórshavn | 2004         | 1.deild        | 2     | 1      | 2            | 0               | 4               | 1               | 0               | 0               | 0                   | 0                   | 0                   | 0                   | 6     | 2      | 2            | 0               |
| B36 Tórshavn | 2004         | 2.deild        | 1     | 1      | 0            | 0               | –               | –               | –               | –               | –                   | –                   | –                   | –                   | 1     | 1      | 0            | 0               |
| B36 Tórshavn | 2005         | Formuladeildin | 18    | 0      | 1            | 0               | 0               | 0               | 0               | 0               | 3                   | 0                   | 0                   | 0                   | 21    | 0      | 1            | 0               |
| B36 Tórshavn | 2005         | 1.deild        | 4     | 2      | 1            | 0               | –               | –               | –               | –               | –                   | –                   | –                   | –                   | 4     | 2      | 1            | 0               |
| Skála ÍF     | 2006         | Formuladeildin | 26    | 2      | 0            | 1               | 4               | 1               | 0               | 0               | 2                   | 0                   | 0                   | 0                   | 32    | 3      | 0            | 1               |
| Skála ÍF     | 2007         | Formuladeildin | 26    | 2      | 1            | 0               | 4               | 0               | 0               | 0               | –                   | –                   | –                   | –                   | 30    | 2      | 1            | 0               |
| EB/Streymur  | 2008         | Formuladeildin | 27    | 1      | 1            | 0               | 6               | 0               | 0               | 0               | 0                   | 0                   | 0                   | 0                   | 33    | 1      | 1            | 0               |
| EB/Streymur  | 2009         | Formuladeildin | 27    | 6      | 1            | 0               | 6               | 0               | 0               | 0               | 1                   | 0                   | 0                   | 0                   | 34    | 6      | 1            | 0               |
| HB Tórshavn  | 2010         | Formuladeildin | 12    | 1      | 1            | 0               | 2               | 0               | 0               | 0               | 0                   | 0                   | 0                   | 0                   | 14    | 1      | 1            | 0               |
| Suma         | B36 Tórshavn | B36 Tórshavn   | 25    | 4      | 4            | 0               | 4               | 1               | 0               | 0               | 3                   | 0                   | 0                   | 0                   | 32    | 5      | 4            | 0               |
| Suma         | Skála ÍF     | Skála ÍF       | 52    | 4      | 1            | 1               | 8               | 1               | 0               | 0               | 2                   | 0                   | 0                   | 0                   | 62    | 5      | 1            | 1               |
| Suma         | EB/Streymur  | EB/Streymur    | 54    | 7      | 2            | 0               | 12              | 0               | 0               | 0               | 1                   | 0                   | 0                   | 0                   | 67    | 7      | 2            | 0               |
| Suma         | HB Tórshavn  | HB Tórshavn    | 12    | 1      | 1            | 0               | 2               | 0               | 0               | 0               | 0                   | 0                   | 0                   | 0                   | 14    | 1      | 1            | 0               |
| Suma         | Wszystkie    | Wszystkie      | 143   | 16     | 8            | 1               | 26              | 2               | 0               | 0               | 6                   | 0                   | 0                   | 0                   | 175   | 18     | 8            | 1               |

### Osiągnięcia
B36 Tórshavn
- Mistrzostwo Wysp Owczych: 2005

EB/Streymur
- Mistrzostwo Wysp Owczych: 2008
- Puchar Wysp Owczych: 2008

## Kariera reprezentacyjna
Levi Hanssen jest graczem, który stale jest brany pod uwagę przy rozpatrywaniu składu kadry narodowej Wysp Owczych. Dotąd pojawił się w niej raz, podczas przegranego 1-3 meczu wyjazdowego z reprezentacją Austrii (eliminacje Mistrzostw Świata 2010).
| Występy w reprezentacji Wysp Owczych | Występy w reprezentacji Wysp Owczych | Występy w reprezentacji Wysp Owczych | Występy w reprezentacji Wysp Owczych | Występy w reprezentacji Wysp Owczych |
| Data                                 | Stadion, miasto                      | Przeciwnik                           | Wynik                                | Zdobyte bramki                       |
| ------------------------------------ | ------------------------------------ | ------------------------------------ | ------------------------------------ | ------------------------------------ |
| 5 września 2009                      | UPC-Arena, Graz                      | Austria                              | 1:3                                  |                                      |